# Rubus novocaesarius
Rubus novocaesarius es una especie de planta del género Rubus, perteneciente a la familia Rosaceae.

## Taxonomía
Rubus novocaesarius fue descrita por Liberty Hyde Bailey en 1941.

## Distribución
Se encuentra en el territorio de Nueva Jersey.